# Делеховка
Делеховка (устар. Делиховка) — река в России, протекает по Добровскому району Липецкой области. Правый приток Воронежа.
Исток расположен в деревне Большие Хомяки. Течёт на восток по открытой местности. Впадает в Воронеж в селе Делеховое, западнее Ратчина). Устье находится в 292 км от устья реки Воронеж по правому берегу. Длина реки составляет 29 км, площадь водосборного бассейна — 168 км².
Основная часть реки пересыхающая. Она наполняется водой весной и во время сильных дождей. В Больших Хомяках, Путятине и Делеховом на ней сделаны запруды; в последнем — самая крупная. На Делеховке также стоит село Волчье, стоял посёлок Звезда.
Этимология названия неясна. Известно лишь, что Делеховка дала своё название селу Делеховому (ранее — починок Делехов). Правда, некоторые топонимисты рассматривают версию, что, наоборот, селение дало имя речке.
В селе Делеховом через Делеховку переброшен мост по Чаплыгинскому шоссе.

## Данные водного реестра
По данным государственного водного реестра России относится к Донскому бассейновому округу, водохозяйственный участок реки — Воронеж от истока до города Липецк, без реки Матыра, речной подбассейн реки — бассейны притоков Дона до впадения Хопра. Речной бассейн реки — Дон (российская часть бассейна).
Код объекта в государственном водном реестре — 05010100512107000002726.